# (37694) 1995 WC6
1995 WC6 (asteroide 37694) é um asteroide da cintura principal. Possui uma excentricidade de 0.13819370 e uma inclinação de 2.16634º.
Este asteroide foi descoberto no dia 26 de novembro de 1995 por Klet em Kleť.